# Kim Jung-woo
Kim Jung-woo (김정우?, 金正友?; 9 maggio 1982) è un allenatore di calcio ed ex calciatore sudcoreano, di ruolo centrocampista.

## Palmarès

### Club

#### Competizioni nazionali
- Campionato sudcoreano: 1

Hyundai Horang-i: 2005